# Julia von Heinz
Julia von Heinz (ur. 3 czerwca 1976 w Berlinie) – niemiecka reżyserka, scenarzystka i producentka filmowa i telewizyjna.

## Życiorys
Fabularnym debiutem reżyserskim Heinz był film o dorastającej nastolatce Nic więcej się nie liczy (2007), prezentowany na 57. MFF w Berlinie i wyróżniony Niemiecką Nagrodą Filmową. Największy sukces międzynarodowy przyniósł jej dramat polityczny A jutro cały świat (2020), który miał swoją premierę w konkursie głównym na 77. MFF w Wenecji. W filmie tym reżyserka wykorzystała swoje własne doświadczenia aktywistki politycznej działającej w Antifie.
Kolejnym filmem Heinz i zarazem jej anglojęzycznym debiutem był dramat rozliczeniowy Treasure (2024), prezentowany na 74. MFF w Berlinie. Osadzony w Polsce i dotykający problematyki Holocaustu, film miał dla reżyserki podtekst osobisty, gdyż jej własna matka była córką ocalałych z Holocaustu. W rolach głównych w filmie wystąpili Lena Dunham, Stephen Fry i Zbigniew Zamachowski.
Heinz zasiadała w jury konkursu głównego na 81. MFF w Wenecji (2024). Prywatnie jest żoną scenarzysty Johna Questera, z którym współpracowała przy kilku projektach filmowych. Para ma troje dzieci.